# Marele Premiu al Portugaliei din 2020
Marele Premiu al Portugaliei din 2020 (cunoscut oficial ca Formula 1 Heineken Grande Prémio de Portugal 2020) a fost o cursă auto de Formula 1 ce s-a desfășurat pe 25 octombrie 2020 pe Circuitul Internațional Algarve din Portimão, Portugalia. Cursa a fost cea de-a douăsprezecea etapă a Sezonului de Formula 1 din 2020. A fost primul Mare Premiu al Portugaliei din 1996 încoace și prima oară a avut loc la Portimão.
Victoria lui Lewis Hamilton l-a pus înaintea lui Michael Schumacher pentru cele mai multe victorii în Formula 1 (92). Valtteri Bottas a încheiat cursa pe locul 2 iar Max Verstappen pe locul 3.

## Calificări
| Poz.                  | Nr. | Pilot              | Constructor               | Timpi calificări | Timpi calificări | Timpi calificări | Grila finală |
| Poz.                  | Nr. | Pilot              | Constructor               | Q1               | Q2               | Q3               | Grila finală |
| --------------------- | --- | ------------------ | ------------------------- | ---------------- | ---------------- | ---------------- | ------------ |
| 1                     | 44  | Lewis Hamilton     | Mercedes                  | 1:16,828         | 1:16,824         | 1:16,652         | 1            |
| 2                     | 77  | Valtteri Bottas    | Mercedes                  | 1:16,945         | 1:16,466         | 1:16,754         | 2            |
| 3                     | 33  | Max Verstappen     | Red Bull Racing-Honda     | 1:16,879         | 1:17,038         | 1:16,904         | 3            |
| 4                     | 16  | Charles Leclerc    | Ferrari                   | 1:17,421         | 1:17,367         | 1:17,090         | 4            |
| 5                     | 11  | Sergio Pérez       | Racing Point-BWT Mercedes | 1:17,370         | 1:17,129         | 1:17,223         | 5            |
| 6                     | 23  | Alexander Albon    | Red Bull Racing-Honda     | 1:17,435         | 1:17,411         | 1:17,437         | 6            |
| 7                     | 55  | Carlos Sainz Jr.   | McLaren-Renault           | 1:17,627         | 1:17,183         | 1:17,520         | 7            |
| 8                     | 4   | Lando Norris       | McLaren-Renault           | 1:17,547         | 1:17,321         | 1:17,525         | 8            |
| 9                     | 10  | Pierre Gasly       | AlphaTauri-Honda          | 1:17,209         | 1:17,367         | 1:17,803         | 9            |
| 10                    | 3   | Daniel Ricciardo   | Renault                   | 1:17,621         | 1:17,481         | Fără timp        | 10           |
| 11                    | 31  | Esteban Ocon       | Renault                   | 1:17,775         | 1:17,614         | N/A              | 11           |
| 12                    | 18  | Lance Stroll       | Racing Point-BWT Mercedes | 1:17,667         | 1:17,626         | N/A              | 12           |
| 13                    | 26  | Daniil Kveat       | AlphaTauri-Honda          | 1:17,841         | 1:17,728         | N/A              | 13           |
| 14                    | 63  | George Russell     | Williams-Mercedes         | 1:17,931         | 1:17,788         | N/A              | 14           |
| 15                    | 5   | Sebastian Vettel   | Ferrari                   | 1:17,446         | 1:17,919         | N/A              | 15           |
| 16                    | 7   | Kimi Räikkönen     | Alfa Romeo Racing-Ferrari | 1:18,201         | N/A              | N/A              | 16           |
| 17                    | 99  | Antonio Giovinazzi | Alfa Romeo Racing-Ferrari | 1:18,323         | N/A              | N/A              | 17           |
| 18                    | 8   | Romain Grosjean    | Haas-Ferrari              | 1:18,364         | N/A              | N/A              | 18           |
| 19                    | 20  | Kevin Magnussen    | Haas-Ferrari              | 1:18,508         | N/A              | N/A              | 19           |
| 20                    | 6   | Nicholas Latifi    | Williams-Mercedes         | 1:18,777         | N/A              | N/A              | 20           |
| Regula 107%: 1:22,205 |     |                    |                           |                  |                  |                  |              |
| Sursa:                |     |                    |                           |                  |                  |                  |              |

## Cursă
| Poz.                                                               | Nr. | Pilot              | Constructor               | Tururi | Timp/Retras | Grilă | Puncte |
| ------------------------------------------------------------------ | --- | ------------------ | ------------------------- | ------ | ----------- | ----- | ------ |
| 1                                                                  | 44  | Lewis Hamilton     | Mercedes                  | 66     | 1:29:56,828 | 1     | 26     |
| 2                                                                  | 77  | Valtteri Bottas    | Mercedes                  | 66     | +25,592     | 2     | 18     |
| 3                                                                  | 33  | Max Verstappen     | Red Bull Racing-Honda     | 66     | +34,508     | 3     | 15     |
| 4                                                                  | 16  | Charles Leclerc    | Ferrari                   | 66     | +1:05,312   | 4     | 12     |
| 5                                                                  | 10  | Pierre Gasly       | AlphaTauri-Honda          | 65     | +1 tur      | 9     | 10     |
| 6                                                                  | 55  | Carlos Sainz Jr.   | McLaren-Renault           | 65     | +1 tur      | 7     | 8      |
| 7                                                                  | 11  | Sergio Pérez       | Racing Point-BWT Mercedes | 65     | +1 tur      | 5     | 6      |
| 8                                                                  | 31  | Esteban Ocon       | Renault                   | 65     | +1 tur      | 11    | 4      |
| 9                                                                  | 3   | Daniel Ricciardo   | Renault                   | 65     | +1 tur      | 10    | 2      |
| 10                                                                 | 5   | Sebastian Vettel   | Ferrari                   | 65     | +1 tur      | 15    | 1      |
| 11                                                                 | 7   | Kimi Räikkönen     | Alfa Romeo Racing-Ferrari | 65     | +1 tur      | 16    |        |
| 12                                                                 | 23  | Alexander Albon    | Red Bull Racing-Honda     | 65     | +1 tur      | 6     |        |
| 13                                                                 | 4   | Lando Norris       | McLaren-Renault           | 65     | +1 tur      | 8     |        |
| 14                                                                 | 63  | George Russell     | Williams-Mercedes         | 65     | +1 tur      | 14    |        |
| 15                                                                 | 99  | Antonio Giovinazzi | Alfa Romeo Racing-Ferrari | 65     | +1 tur      | 17    |        |
| 16                                                                 | 20  | Kevin Magnussen    | Haas-Ferrari              | 65     | +1 tur      | 19    |        |
| 17                                                                 | 8   | Romain Grosjean    | Haas-Ferrari              | 65     | +1 tur      | 18    |        |
| 18                                                                 | 6   | Nicholas Latifi    | Williams-Mercedes         | 64     | +2 tururi   | 20    |        |
| 19                                                                 | 26  | Daniil Kveat       | AlphaTauri-Honda          | 64     | +2 tururi   | 13    |        |
| Ab                                                                 | 18  | Lance Stroll       | Racing Point-BWT Mercedes | 51     | Avarii      | 12    |        |
| Cel mai rapid tur: Lewis Hamilton (Mercedes) – 1:18,750 (turul 63) |     |                    |                           |        |             |       |        |
| Sursa:                                                             |     |                    |                           |        |             |       |        |

Note
- ^1 – Include un punct pentru cel mai rapid tur.
- ^2 – Romain Grosjean a terminat pe locul 16 pe pistă, dar a primit o penalizare de cinci secunde pentru depășirea limitelor pistei.[3]

## Clasamentele campionatelor după cursă
|        | Poz. | Pilot            | Puncte |
| ------ | ---- | ---------------- | ------ |
|        | 1    | Lewis Hamilton   | 256    |
|        | 2    | Valtteri Bottas  | 179    |
|        | 3    | Max Verstappen   | 162    |
|        | 4    | Daniel Ricciardo | 80     |
| 3      | 5    | Charles Leclerc  | 75     |
| Sursa: |      |                  |        |

|        | Poz. | Constructor               | Puncte |
| ------ | ---- | ------------------------- | ------ |
|        | 1    | Mercedes                  | 435    |
|        | 2    | Red Bull Racing-Honda     | 226    |
|        | 3    | Racing Point-BWT Mercedes | 126    |
|        | 4    | McLaren-Renault           | 124    |
|        | 5    | Renault                   | 120    |
| Sursa: |      |                           |        |

- Notă: Doar primele cinci locuri sunt prezentate în ambele clasamente.